# Under Control (Lied)
Under Control ist ein Lied des schwedischen DJs Alesso in Zusammenarbeit mit dem schottischen Produzenten Calvin Harris. Für die Vocals und weitere technische Unterstützung sorgte das britische Synthie-Pop-Duo Hurts. Erstmals erschienen ist der Track am 7. Oktober 2013 in verschiedenen Ländern Europas und Asiens.

## Hintergrund
Bereits im Frühjahr des Jahres 2012 nahm Alesso eine ähnliche Instrumental-Spur mit derselben Melodie auf und nutzte diese für einen Bootleg für das Lied Wild Ones von Flo Rida und Sia Furler. Diesen spielte er regelmäßig auf Live-Sets, womit der Remix sich schnell im Internet verbreitete. 2013 beschloss er dann mit diesem Instrumental einen eigenen Track aufzunehmen. Am 15. Mai 2013 traf Alesso sich mit Calvin Harris und Hurts, bestehend aus Sänger Theo Hutchcraft und Keyboarder Adam Anderson, für die neuen Studioaufnahmen. Parallel verwendete der Schwede das leicht veränderte Instrumental für seinen Remix zu If I Lose Myself von OneRepublic.
Im Frühjahr bis Sommer 2013 waren die Studioarbeiten an Under Control beendet. Alesso spielte das Lied erstmals bei einem Live-Auftritt am 2. August 2013 in Ushuaia, Ibiza. Der britische Radio- und Fernsehsender BBC strahlte das Konzert live aus und stellte das Video-Material danach online. Darunter war somit auch das vollständige Lied. Sämtliche Gerüchte und Mitschnitte fanden ihren Weg in verschiedene Blogs und Video-Portale. Am Ende seines Sets auf dem V Festival am 20. August 2013 spielte auch Harris den Track. Am 18. September 2013 veröffentlichte Calvin Harris ein einminütiges Preview und später das halbe Lied im Internetportal Soundcloud. Der gesamte Song wurde schließlich am 4. Oktober 2013 in digitaler Form vorgestellt, auch die Daten der iTunes-Single wurden veröffentlicht. Radiopremiere feierte das Lied in Australien und Großbritannien.

## Veröffentlichungen
Die Erstveröffentlichung von Under Control erfolgte als Download und Streaming am 7. Oktober 2013 durch das Musiklabel Columbia Records. Die Single erschien als Einzeltrack und wurde durch Sony Music vertrieben. Am 8. Dezember 2013 erfolgte die Veröffentlichung einer „Extended Version“, die ebenfalls als Einzeltrack erschien. Beide Titel erschienen als 2-Track-Single auf CD am 3. Januar 2014.

## Musikvideo
Am 9. September 2013 postete Harris auf Facebook, dass 1000 Fans an dem Dreh des Musikvideos teilnehmen können. Später wurde eine Nachricht von Alesso und Theo Hutchcraft von Hurts in einem Blog der Website Twitter erneut geteilt. Am 10. und 11. September 2013 fanden erste Dreharbeiten in Los Angeles statt. Das fertige Musikvideo wurde am 21. Oktober 2013 erstmals auf dem Vevo von Harris hochgeladen. Im Video sind die drei Musiker Alesso, Calvin Harris und Theo Hutchcraft von Hurts zu sehen. Da er im Lied auch nicht zu hören ist, ist Hurts’ zweites Mitglied Adam Anderson auch nicht im Video zu sehen. Während der ersten Strophe ist Hutchcraft in einem Zimmer sowie in einer Wüste zu sehen. Harris und Alesso gehen durch die Straßen von Los Angeles. Zum Refrain werden die drei Künstler gemeinsam auf einem Balkon und in einer Limousine gezeigt. Der darauffolgende Instrumental-Part spielt am Sixth Street Viaduct und ist ein Live-Auftritt. Es werden drei junge Frauen gezeigt, die in einem Auto durch die Wüste fahren. Das Auto der Frauen geht kaputt; sie steigen aus, und in diesem Moment kommt die Limousine mit den drei Musikern vorbei. Sie nehmen die drei Mädchen mit und trinken, machen lachend Fotos im Wagen. Gemeinsam treten sie auf die Bühne der Sixth Street Bridge und singen den Song. Zum Ende des Tracks nähert sich ein Komet der Erde, und das Video wird zurückgespult. Am Anfang angekommen, wird der Einschlag auf der Erde gezeigt. Bereits nach einem Monat hatte das Musikvideo zehn Millionen Aufrufe.

## Kommerzieller Erfolg

### Chartplatzierungen
| ChartsChartplatzierungen     | Höchstplatzierung | Wochen |
| ---------------------------- | ----------------- | ------ |
| Deutschland (GfK)            | 24 (23 Wo.)       | 23     |
| Österreich (Ö3)              | 21 (14 Wo.)       | 14     |
| Schweden (GLF)               | 8 (28 Wo.)        | 28     |
| Schweiz (IFPI)               | 34 (18 Wo.)       | 18     |
| Vereinigtes Königreich (OCC) | 1 (16 Wo.)        | 16     |

| ChartsJahrescharts (2014) | Platzierung |
| ------------------------- | ----------- |
| Schweden (GLF)            | 83          |

### Auszeichnungen für Musikverkäufe
| Land/Region                  | Auszeichnungen für Musikverkäufe (Land/Region, Auszeichnung, Verkäufe) | Verkäufe  |
| ---------------------------- | ---------------------------------------------------------------------- | --------- |
| Australien (ARIA)            | 2× Platin                                                              | 140.000   |
| Brasilien (PMB)              | 3× Platin                                                              | 180.000   |
| Deutschland (BVMI)           | Gold                                                                   | 150.000   |
| Italien (FIMI)               | Platin                                                                 | 30.000    |
| Kanada (MC)                  | Platin                                                                 | 80.000    |
| Mexiko (AMPROFON)            | Gold                                                                   | 30.000    |
| Neuseeland (RMNZ)            | Platin                                                                 | 30.000    |
| Norwegen (IFPI)              | 2× Platin                                                              | 80.000    |
| Portugal (AFP)               | Gold                                                                   | 5.000     |
| Schweden (IFPI)              | 2× Platin                                                              | 80.000    |
| Schweiz (IFPI)               | Gold                                                                   | 15.000    |
| Spanien (Promusicae)         | Platin                                                                 | 60.000    |
| Vereinigte Staaten (RIAA)    | Platin                                                                 | 1.000.000 |
| Vereinigtes Königreich (BPI) | Platin                                                                 | 669.000   |
| Insgesamt                    | 4× Gold · 15× Platin ·                                                 | 2.549.000 |

Hauptartikel: Calvin Harris/Auszeichnungen für Musikverkäufe